# Piłka nożna w Anglii (1893/1894)
Sezon 1893/1894 był 23. w historii angielskiej piłki nożnej.

## Zwycięzcy poszczególnych rozgrywek klubowych w Anglii
| Rozgrywka       | Zwycięzca    |
| --------------- | ------------ |
| First Division  | Aston Villa  |
| Second Division | Liverpool    |
| FA Cup          | Notts County |

## Rozgrywki ligowe

### First Division
|    |                         | M  | Z  | R | P  | B+ | B- | RB    | Pkt |
| -- | ----------------------- | -- | -- | - | -- | -- | -- | ----- | --- |
| 1  | Aston Villa             | 30 | 19 | 6 | 5  | 84 | 42 | 2.000 | 44  |
| 2  | Sunderland              | 30 | 17 | 4 | 9  | 72 | 44 | 1.636 | 38  |
| 3  | Derby County            | 30 | 16 | 4 | 10 | 73 | 62 | 1.177 | 36  |
| 4  | Blackburn Rovers        | 30 | 16 | 2 | 12 | 69 | 53 | 1.302 | 34  |
| 5  | Burnley                 | 30 | 15 | 4 | 11 | 61 | 51 | 1.196 | 34  |
| 6  | Everton                 | 30 | 15 | 3 | 12 | 90 | 57 | 1.579 | 33  |
| 7  | Nottingham Forest       | 30 | 14 | 4 | 12 | 57 | 48 | 1.188 | 32  |
| 8  | West Bromwich Albion    | 30 | 14 | 4 | 12 | 66 | 59 | 1.119 | 32  |
| 9  | Wolverhampton Wanderers | 30 | 14 | 3 | 13 | 52 | 63 | 0.825 | 31  |
| 10 | Sheffield United        | 30 | 13 | 5 | 12 | 47 | 61 | 0.770 | 31  |
| 11 | Stoke City              | 30 | 13 | 3 | 14 | 65 | 79 | 0.823 | 29  |
| 12 | Sheffield Wednesday     | 30 | 9  | 8 | 13 | 48 | 57 | 0.842 | 26  |
| 13 | Bolton Wanderers        | 30 | 10 | 4 | 16 | 38 | 52 | 0.731 | 24  |
| 14 | Preston North End       | 30 | 10 | 3 | 17 | 44 | 56 | 0.786 | 23  |
| 15 | Darwen                  | 30 | 7  | 5 | 18 | 37 | 83 | 0.446 | 19  |
| 16 | Newton Heath            | 30 | 6  | 2 | 22 | 36 | 72 | 0.500 | 14  |

### Second Division
|    |                          | M  | Z  | R | P  | B+  | B- | RB    | Pkt |
| -- | ------------------------ | -- | -- | - | -- | --- | -- | ----- | --- |
| 1  | Liverpool                | 28 | 22 | 6 | 0  | 77  | 18 | 4.278 | 50  |
| 2  | Birmingham City          | 28 | 21 | 0 | 7  | 103 | 44 | 2.341 | 42  |
| 3  | Notts County             | 28 | 18 | 3 | 7  | 70  | 31 | 2.258 | 39  |
| 4  | Newcastle United         | 28 | 15 | 6 | 7  | 66  | 39 | 1.692 | 36  |
| 5  | Grimsby Town             | 28 | 15 | 2 | 11 | 71  | 58 | 1.224 | 32  |
| 6  | Burton Swifts            | 28 | 14 | 3 | 11 | 79  | 61 | 1.295 | 31  |
| 7  | Port Vale                | 28 | 13 | 4 | 11 | 66  | 64 | 1.031 | 30  |
| 8  | Lincoln City             | 28 | 11 | 6 | 11 | 59  | 58 | 1.017 | 28  |
| 9  | Woolwich Arsenal         | 28 | 12 | 4 | 12 | 52  | 55 | 0.945 | 28  |
| 10 | Walsall                  | 28 | 10 | 3 | 15 | 51  | 61 | 0.836 | 23  |
| 11 | Middlesbrough Ironopolis | 28 | 8  | 4 | 16 | 37  | 72 | 0.514 | 20  |
| 12 | Crewe Alexandra          | 28 | 6  | 7 | 15 | 42  | 73 | 0.575 | 19  |
| 13 | Manchester City          | 28 | 8  | 2 | 18 | 47  | 71 | 0.662 | 18  |
| 14 | Rotherham Town           | 28 | 6  | 3 | 19 | 44  | 91 | 0.484 | 15  |
| 15 | Northwich Victoria       | 28 | 3  | 3 | 22 | 30  | 98 | 0.306 | 9   |

M = rozegrane mecze; Z = zwycięstwa; R = remisy; P = porażki; B+ = bramki zdobyte; B- = bramki stracone; RB = stosunek bramek zdobytych do bramek straconych; Pkt = punkty